# Mexicotingis
Mexicotingis is een geslacht van wantsen uit de familie van de Tingidae (Netwantsen). Het geslacht werd voor het eerst wetenschappelijk beschreven door Henry in Montemayor & Knudson.

## Soorten
Het genus is monotypisch en bevat alleen de volgende soort:

- Mexicotingis brailovskyi Henry, Montemayor & Knudson, 2017